# Флоран (Румунія)
Флоран (рум. Floran) — село у повіті Долж в Румунії. Входить до складу комуни Терпезіца.
Село розташоване на відстані 211 км на захід від Бухареста, 29 км на захід від Крайови.

## Населення
За даними перепису населення 2002 року у селі проживали 89 осіб, усі — румуни. Усі жителі села рідною мовою назвали румунську.